# チャールダーシュ

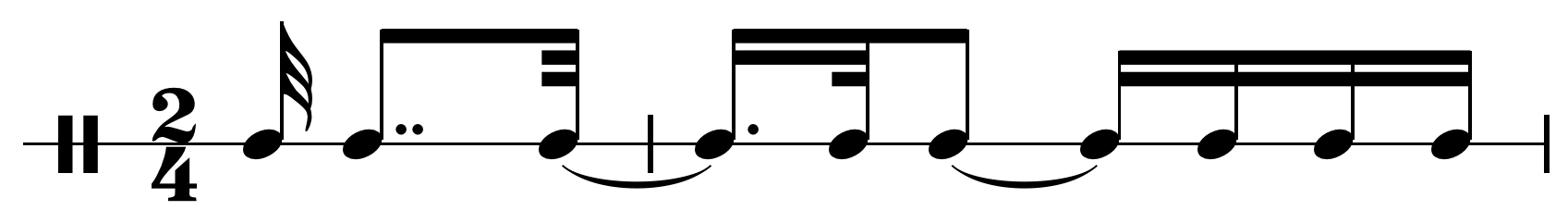
チャールダーシュのリズム.

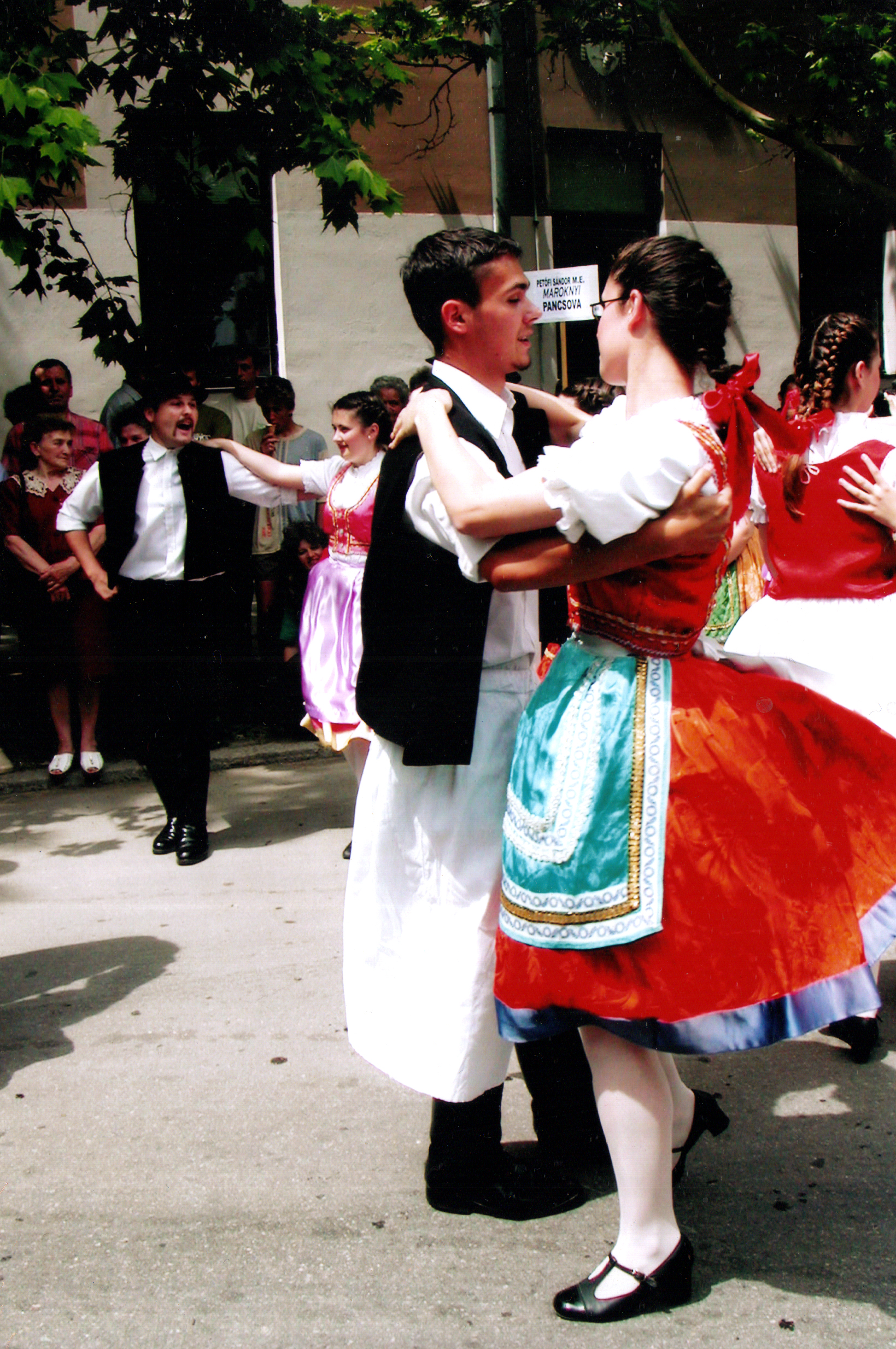
チャールダーシュ

チャールダーシュまたはチャルダッシュ（ハンガリー語: csárdás [ˈʧɑ̈ːrdɑ̈ːʃ]、スロバキア語: čardáš）は、ハンガリー音楽の、ヴェルブンコシュから派生したジャンルである。

## 名称
ハンガリー語で「酒場」という意味のチャールダ csárda [ˈʧɑ̈ːrdɒ]に由来する。しかし直接には、ハンガリー音楽に大きな貢献をしたユダヤ系作曲家ロージャヴェルジ・マールクが作曲した楽曲の名前から広まった。

## 歴史
ヴェルブンクとヴェルブンコシュは兵士が居酒屋（チャールダ）で兵士募集のために踊り、それが農民の改作も交えて次第に芸術的要素を増していき、19世紀にロージャヴェルジらによりチャールダーシュとなったのであり、ヴェルブンコシュを農民が改作してチャールダーシュとなったのではない。
19世紀にはウィーンをはじめヨーロッパ中で大流行を極め、ウィーンの宮廷は一時チャールダーシュ禁止の法律を公布したほどだった。
その遺産は、当時作られた内外の作曲家によるオペレッタ、ヴァイオリン曲の中になお今も見ることができる。
チャールダーシュの伝統は、2024年にハンガリーのユネスコ無形文化遺産として登録された。

## 特徴
他のハンガリー音楽と特徴が同じ面としては、「遅い」部分（lassú, lassan）と「速い」部分（friss / frišká）があるところだが、ラッシュー部分はかなり遅く、哀愁をもって演奏される。実際には2つから3つの民謡の旋律を組み合わせたりして演奏する場合が多い。

## 主な楽曲
- ヨハン・シュトラウス2世作曲オペレッタ『こうもり』よりアリア「故郷の調べ（英語版）」
- ヨハン・シュトラウス2世作曲オペラ『騎士パズマン』より「チャールダーシュ」
- ヴィットーリオ・モンティ作曲『チャールダーシュ』